# 纽伦堡城堡
49°27′28″N 11°04′33″E / 49.45778°N 11.07583°E
纽伦堡城堡，也称皇帝堡，始建于11世纪，到16世纪中扩充至今天的规模，二战中大部分被毁战后重建。11世纪到15世纪的约500年间，这里是皇帝偏爱的行宫，很多神圣罗马帝国皇帝均在此居住过，包括著名的腓特烈一世（巴巴罗萨大帝）。习惯上，德意志国王在法拉克福大教堂被七大选王侯选出后，会在亚琛大教堂加冕，然后来到纽伦堡皇帝城堡举行首届国会。

## 纽伦堡城堡伯爵城堡

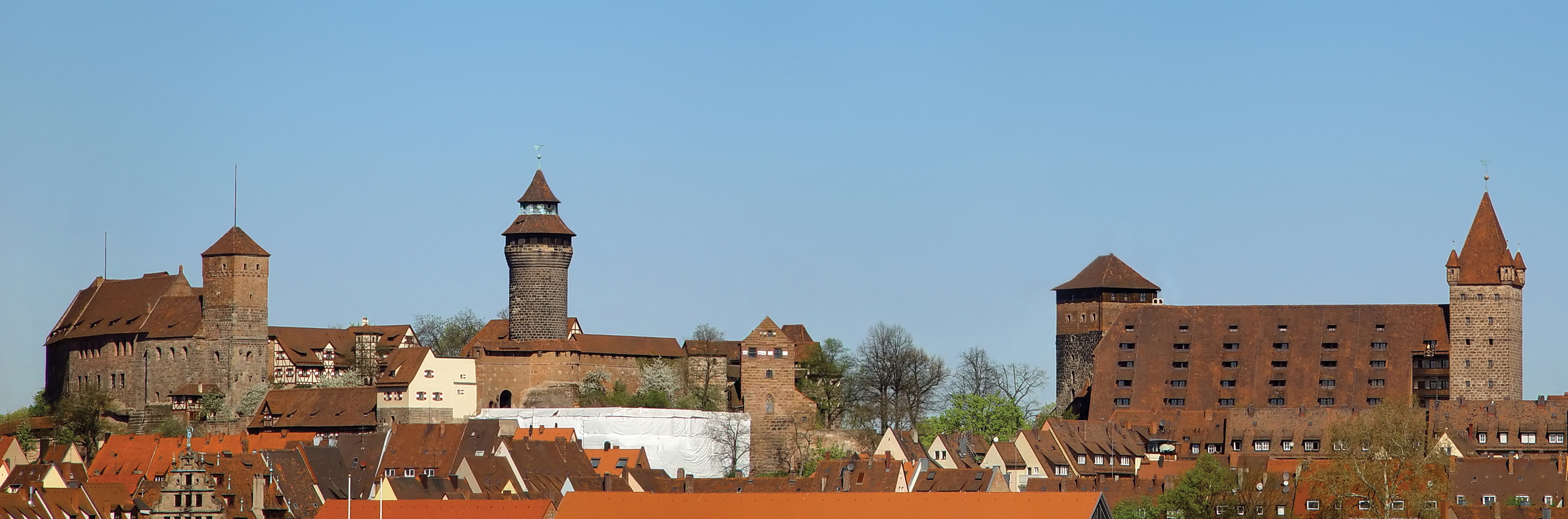
纽伦堡城堡

皇帝城堡位于德国纽伦堡北侧小山丘上，山丘西高东低，因此古代只能从东面的缓坡才可以进入。公元11~15世纪的500年间，因为德意志皇帝常在此居住并召开帝国会议，于是在东边的缓坡上修筑了护卫型“纽伦堡城堡伯爵城堡”（德语：Nürnberger Burggrafenburg），相当于宫廷近卫军城堡，首领受封为“城堡伯爵”。1191年，来自士瓦本地区的索伦家族（Zollern）被任命并世袭纽伦堡城堡伯爵，从此之后这个家族改姓霍亨索伦（Hohenzollern），以突显其尊贵的身份。1219年纽伦堡被升级为帝国自由市之后，伯爵与纽伦堡市不断产生争议，最后演变为武装冲突。1420年，来自拜仁的维特斯巴赫（Wittelsbach）家族的大军在一场夜袭战中攻克城堡并将其付之一炬。几年之后，末代城堡伯爵将城堡的废墟卖给了纽伦堡市，北上去经营新的领地勃兰登堡地区。400多年后，霍亨索伦家族统治的普鲁士王国在1871年统一了德国，在德国历史上扮演了非常重要的角色。

## 皇家马厩（青年旅馆）
伯爵城堡东侧的高大建筑，今天是青年旅馆，两边各有一座高塔。但青年旅馆是后来修建的皇家马厩，两座高塔以前则是各为其主。西边的这座塔曾是伯爵城堡的防御塔，12世纪的建筑保存到了今天，是整个皇帝城堡最古老的部分之一。东边这座塔是纽伦堡市为了监视城堡伯爵内的军情而修建的，历史上两者各为其主，剑拔弩张。

## 皇帝城堡主体部分

### 1. Freiung
这个部分是伯爵城堡与皇帝城堡之间的通道，俯瞰纽伦堡古城的最佳地点。历史上，来到这里即可受到皇帝的庇护。

### 2.Sinwell防御塔
这座圆形防御塔建于公元14世纪，是纽伦堡皇帝城堡的制高点，高达47米。塔内有旋转木阶梯可以登顶，登顶后不但可以俯瞰当今的纽伦堡，也可以看到展出的二战后纽伦堡老城被炸毁的照片。

### 3. 深水井
城堡前院中的德式小屋内有一口深达53米的深水井。它为城堡守军提供水源，井下水深6米左右。小楼的二楼曾是皇帝的浴室。有传说说井下有密道通向城外且有一间小的礼拜室，但近年的考察并未证实这一传言。

### 4.皇帝行宫
皇帝行宫坐落于城堡后院，分为3个部分：皇家礼拜堂、行宫、中世纪武器展。

#### 4.1 皇家礼拜堂
礼拜堂是约公元11世纪的建筑，也属于城堡最古老的部分之一。它分为上下两层，下层供臣属们使用，入口在城堡前院，而上层仅供皇室成员使用，入口位于行宫内。上层还有一个阁楼，阁楼内有一间小的祈祷室，它仅供皇帝一人使用。礼拜堂上下两层间有一个天井相连通，人们可以看到听到对方，但无法到达对方，这是中世纪等级秩序的体现。礼拜堂今天一般只能参观上层，看见一些来自巴巴罗萨大帝时代的文物。

#### 4.2 皇帝行宫
皇帝行宫建在一块高大的天然岩石上，它的东部是举行会议的场所。一楼是骑士大厅，帝国国会的举办场地。二楼是皇帝大厅，是帝国国会后皇帝大宴群臣的地方。今天这里展示着德国中世纪奇特的皇帝选举制度。北侧的墙上挂着7大选帝侯的画像与纹章，大厅内展示着1356年查理四世的《金玺诏书》以及帝国的部分宝物（如帝国皇冠，但均未复制品，真品保存在维也纳霍夫堡宫珍宝馆）。
行宫的西侧是真正的寝宫，华丽的寝宫在二战中被毁，现在则重现了查理五世时代的样子。寝宫的屋顶绘制着查理五世时代帝国各个地区的纹章，象征着哈布斯堡家族当年统治领土的广大。

#### 4.3 中世纪武器展览
从寝宫可以来到中世纪武器展览，这里是日耳曼民族博物馆的分馆，展示着中世纪早期、中期、晚期的武器及防具。

## 城堡花园
城堡花园是16世纪以后扩建的，与城堡北侧的防御壕沟一起，加强了城堡的防御力。城堡花园夏季免费开放，冬季关闭。